# Mark Billingham
Mark Billingham, född 1961, är en brittisk författare av kriminalromaner och TV-manus. Han är född och uppvuxen i Birmingham men bor nu i London. Han har arbetat som stand-upkomiker men ägnar sig nu på heltid åt sitt författarskap. Billingham har skrivit en serie med kriminalkommissarie Tom Thorne som huvudperson.

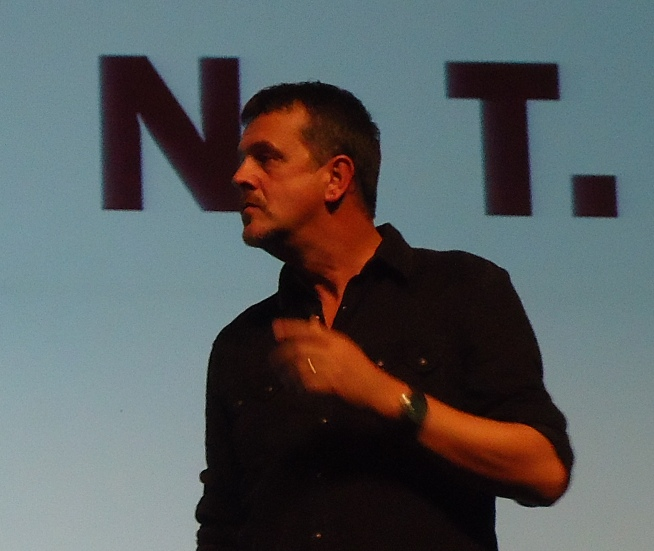
Mark Billingham (2013)

 Mark Billingham berättar i tv-serien Killer Couples om riktiga mord och om de mördarpar som begick dem.

## Böcker översatta till svenska
(Översatta av Jan Malmsjö, om ej annat anges)
- Sömntuta 2003 (Sleepyhead)
- Offerlek 2004 (Scaredy Cat)
- Vedergällningen 2005 (Lazybones)
- Den brinnande flickan 2006 (The Burning Girl)
- Livlös 2007 (Lifeless)
- Begravd 2008 (Buried)
- Dödsbud 2009 (Death Message)
- Tjockare än vatten 2010 (Bloodline)
- Från de döda 2011 (From the Dead) (översättning Gunilla Roos)
- Så gott som död 2011 (Good as Dead) (översättning Gunilla Roos)